# بئر العاتر
بئر العاتر مدينة وبلدية تابعة إقليميا إلى دائرة بئر العاتر ولاية تبسة الجزائرية، حيث تعتبر ثاني أكبر مدينة في الولاية بعد مدينة تبسة وتقع على بعد 89 كلم جنوب شرق عاصمة الولاية.

## التاريخ
تعاقبت على منطقة بئر العاتر عدة حضارات وجدت في فترة ما قبل التاريخ من بداية العصر الحجري القديم إلى نهاية العصر الحجري الحديث. فعلى مدار عهود طويلة من الزمن مثلت بئر العاتر مسرحا لعدة أحداث نشأت مع نشأة الإنسان البدائي وتواصلت إلى يومنا هذا. وهكذا تتأكد سمة التواصل في هذه المنطقة منذ أحقاب زمنية موغلة في القدم.
ظهرت في أواخر الحجري القديم حضارة عرفت انتشارا واسعا وتضم كامل البلدان المغاربية أطلق عليها اسم الحضارة العاترية نسبة لمكان قرب الحدود التونسية الجزائرية يدعى بئر العاتر ويمتد الحيز الزمني لهذه الحضارة بين 35000 و25000 سنة ق.م [بحاجة لمصدر]، وينتهي العصر الحجري القديم ببروز حضارتين متميزتين: الحضارة الوهرانية والحضارة القبصية.
فقد عثر في عديد الأماكن على أدوات حجرية كالصوان وبقايا رسوم ملونة على حيطان الكهوف كما تركت هذه الحضارة عددا من شواهد القبور المرسومة ومخلفات الحكام والملوك أثناء حكمهم للجهة.
كما كان الإنسان يستغل حيوانات ونباتات غار الدماء كغذاء ودواء له ويستعمل خشب غاباتها لبناء المساكن وصناعة الأدوات.

### فترة ما قبل التاريخ

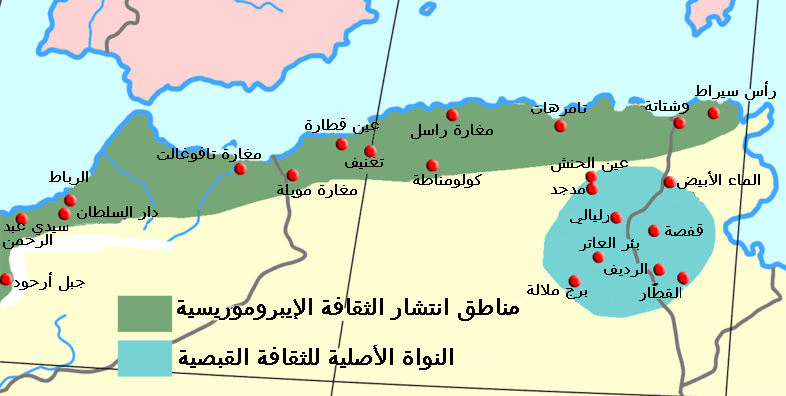
مناطق أنتشار الحضارة العاترية والحضارة القفصية

من أهم وأقدم حضارات العصر الحجري الوسيط تمتد حدودها من المحيط الأطلسي بالمغرب إلى شمال السعودية ومن شواطئ البحر الأبيض المتوسط إلى شمال التشاد سميت بادئ الامر بحضارة وادي الجبانة ثم بدل اسمها إلى الحضارة العاترية نسبة إلى مدينة بير العاتر ويعرف الإنسان العاتري باسم الإنسان الحلزوني نسبة إلى اعتماده على الحلزون في غذائه.

### الحضارة العاترية
تعتبر الحضارة العاترية هي الأقدم من بين حضارات أخرى بالمنطقة مثل الحضارة القفصية والوهرانية والأكثر تقدما تقنيا منهما نتجة المستحثات التي وجدت بالمنطقة والتي تثبت ذالك والجدير بالذكر أن كامل الدراسات التي تناولت موضوع الحضارة العاترية حتى الآن والتي تسنى لنا الإطلاع عليها تشير إلى أن الإنسان الذي صنع الحضارة الموستيرية بأوربا والعاترية بشمال إفريقيا هو الإنسان اليناندرتالي الذي تعود أصوله الباكرة إلى فلسطين، وقد عثر على بقاياه العظمية في موقع هو (افتيح) بليبيا تحيط به البقايا العاترية.

## التسمية والسكان

بئر العاتر قبل 1962 : العلم الفرنسي على يسار الصورة.

### أصل تسمية
يرجع اسم بئر العاتر الي فترة الفتح الإسلامي لشمال إفريقيا إذ تقول الرواية أنه عند شعور الكاهنة البربرية بالهزيمة أمرت جنودها بسكب كمية هائلة من العطور في بئر (تسمى الآن باسمها) في محاولة يائسة منها لهزم الفاتحين المسلمين وحرمانهم من الماء وعند وصول الفاتحين بقيادة حسان بن نعمان إلى البئر بعد فرار الكاهنة وقتلها فيما بعد بعد رفضها الاستسلام وجدوا المياه معطرة فسموا البئر (بئر العاطر)ومع مرور الأزمنة حرفت بئر العاطر إلى بئر العاتر[بحاجة لمصدر].
وهناك رواية أخرى تقول بأنه في هذه المنطقة كان هناك بئر قصير أي باللهجة العامية اعتر أو عاتر فسميت بئر العاتر - وهي الرواية الأكثر رواجا.
أسماء أخرى مندثرة لبئر العاتر: بئرالعاطر، بئر الكاهنة وجبل عنق.
تبعد بمسافة 30 كيلومترا من الحدود التونسية، وتقع في الطرف الشمالي من جبل العنق، ترتفع عن سطح البحرب 1000 م.
مناخها شبه رطب، وتحتوي على أراضي رعوية وزراعية واسعة.
تحتوي على منجم لاستخراج مادة الفوسفات والذي يعد من أكبر المناجم على مستوى العالم.

### السكان
يبلغ عدد سكانها اكثر من 130000 نسمة تقريبا. يتشكل سكان بئر العاتر من عدة أعراق النمامشة(اللمامشة)وهي قبيلة أمازيغية المشهورة بثورة النمامشة العظيمة وأولاد سيدي عبيد وهي قبيلة عربية تنحدر من آل البيت الشريف، وأولاد سي يحي والسوافة.
اما بالنسبة لطبيعة عمل سكان مدينة بئر العاتر فيتمثل في التجارة كمورد أساسي ثم الزراعة وتربية المواشي خاصة الأغنام والماعز

## الاقتصاد
تعيش بلدية بئر العاتر انتعاشا كبيرا من خلال المشاريع العملاقة التي يجرى تنفيذها على أرض الواقع... مشاريع لم يسبق أن استفادت منها اليلدية... إذ أن هناك سعيا حثيثا لتجديد البنية التحتية للخروج من نفق التخلف ولا أدل على ذلك المشاريع التالي ذكرهأعلى سبيل المثال لا الحصر مع المبالغ المالية بشكل تقريبي والتي تدل على عضمتها
-تجديد قنوات مياه الشرب - مبلغ 65 مليار سنتيم
-تجديد قنوات الصرف الصحي - مبلغ 90 مليار سنتيم
-حماية المدينة من مياه الفيضانات - مبلغ 65 مليار سنتيم
-إنشاء طريق جانبي للمدينة - مبلغ 55 مليار
من ناحية أخرى هناك مشاريع تجديد البنى التحتية لكل من الأحياء التالية: حي النسيم - حي الهواري بومدين - حي المجاهدين وموازات مع ذلك شرع في تجديد الأحياء التالية: حي أول نوفمبر - 300 سكن - حي 244 سكن للحي العمراني من الجهة الشمالية حيث يشق طريقين مزدوجين يدخلان طابعا جماليا على المدينة ماعدا حي لم تقم البلدية بتعديله حي العتيق إضافة إلى الدور المناط بها اقتصاديا وسياحيا واجتماعيا إضافة لكل هذا قامت البلدية بالتنسيق مع المديريات التنفيذية بإنشاء عدة دراسات للمدينة ما من شأنه أن يعود على المدينة بالفائدة في السنوات القليلة القادمة أي ما يدل على أن هناك بعد نظر وما يعاب على المواطن العاتري أنه لا يراعي هذا التطور السريع واللافت للانتباه.

### فلاحة
هذا القطاع في هذه المدينة منحط لعدة أسباب سواء كانت مناخية مثل تشكل الجليد وتذبذب التساقط مايتسبب في قلة المياه الجوفية أو كانت اجتماعية مثل طبيعة السكان يميلون أكثر لقطاع الخدمات ويعتمد النشاط الزراعي أساسا على القمح والشعير والتين الشوكي وعدد ضئيل من الأشجار المثمرة.

### صناعة
المناجم: يتواجد ببئر العاتر منجم واحد وهو
- جبل العنق: خاص باستخراج الفوسفات ويعد أكبر منجم فوسفات في العالم، حيث أنه يحتوي على احتياطي كبير يقدر بـمليار طن ويتميز بسهولة استلاله وقرب طبقاته من السطح، وسمكها الكبير الذي يتراوح بين 5 و30 م.
الصناعة الاستخراجية
-البترول: يحتوي حقل بئر العاتر على عدة آبار بترولية ويتميز الاحتياطي منه بتوسط كميته
الصناعة الغذائيةيتواجد ببئر العاتر عدة مطاحن للقمح والشعير وهذا بسبب وفرة هذين المادتين المهمتين بالإضافة إلى مطحنة بن واحدة وكل هذه المؤسسات تابعة للخواص.
الصناعة التقليديةهذه الصناعة مزدهرة بهذه المدينة نظرا للتعلق الشديد لسكان المنطقة بالعادات والتقاليد وتتمثل في صناعة الزرابي والأواني الفخارية والألبسة (القشابية، البرنوس...).

## المناخ
يختلف مناخ بئر العاتر من عام إلى آخر، فأحيانا يكون العام دافئا شتاء وغير حار كثيرا صيفا وأحيانا يكون باردا جدا شتاء وحارا جدا صيفا وأحيانا أخرى يكون بين البين وكذلك التساقط يختلف من عام إلى اخر وفي أغلب الأعوام تفوق كمية التساقط 400 ملم .